# Bāngarmau
Bāngarmau är en ort i Indien.   Den ligger i distriktet Unnao och delstaten Uttar Pradesh, i den centrala delen av landet, 400 km sydost om huvudstaden New Delhi. Bāngarmau ligger 132 meter över havet och antalet invånare är 37 425.
Terrängen runt Bāngarmau är mycket platt. Runt Bāngarmau är det tätbefolkat, med 683 invånare per kvadratkilometer. Bāngarmau är det största samhället i trakten. Trakten runt Bāngarmau består till största delen av jordbruksmark.